# Xiongdi Shan
Xiongdi Shan (chinesisch 兄弟山 Brüder-Berg) ist ein bis zu 76 m hoher Hügel mit mehreren Gipfeln an der Ingrid-Christensen-Küste des ostantarktischen Prinzessin-Elisabeth-Lands. Er ragt nordwestlich des Murkwater Lake auf der Halbinsel Haizhu Bandao in den Larsemann Hills auf.
Chinesische Wissenschaftler benannten ihn 1993 im Zuge von Vermessungs- und Kartierungsarbeiten.